# Hikuleo Fluctus
L'Hikuleo Fluctus è una struttura geologica della superficie di Venere.